# Nikita Aleksandrovič Romanov
Il principe Nikita Aleksandrovič Romanov (San Pietroburgo, 16 gennaio 1900 – Cannes, 12 settembre 1974) era un membro della famiglia imperiale russa.

## Biografia

### Infanzia
Sua madre era la granduchessa Ksenija (1875-1960), figlia dello zar Alessandro III e suo padre era il granduca Sandro, cugino di primo grado del padre della moglie: Nikita pronipote di Nicola I di Russia per parte di padre e pro-pronipote dello stesso per parte di madre, oltre ad avere per nonno Alessandro III e per zio Nicola II, particolarmente legato alla sorella ed al cognato.

### Rivoluzione bolscevica
Passò la prima giovinezza tra il sud della Francia, luogo di vacanza molto amato dalla nobiltà internazionale, ed i palazzi imperiali russi. Quando l'imperatore Nicola II abdicò in seguito alla Rivoluzione di Febbraio nel 1917, l'Imperatrice vedova si ritirò in Crimea con moltissimi parenti, fra cui la figlia Ksenija, il genero ed i loro figli: nel 1918 molti di loro furono incarcerati vicino a Jalta, ma un mese dopo vennero liberati dalle truppe tedesche in seguito alla firma del Trattato di Brest-Litovsk. 
L'11 aprile 1919 i Romanov vennero salvati da un quasi sicuro massacro da parte dei bolscevichi poiché riuscirono ad imbarcarsi su una nave da guerra britannica, la HMS Marlborough, mandata apposta da re Giorgio V., che li portò a Malta dove rimasero per circa nove mesi.

### Esilio e matrimonio
Trasferitosi a Parigi come gran parte dei suoi parenti, il 19 febbraio 1922 sposò la contessa Marija Voroncova-Daškova (Carskoe Selo, 13 febbraio 1903 - Cannes, 16 giugno 1997): discendente delle più nobili famiglie russe come i Dolguruki, i Naryškin ed i Šuvalov, dopo il matrimonio la sposa divenne Sua Altezza, Maria, principessa di Russia, e si distinse all'interno dei circoli monarchi parigini dei Russi bianchi e degli ex appartenenti all'Armata Bianca per la sua eleganza e grazia. La coppia si mantenne abbastanza appartata da vita politica e pretese di restaurazione, condotta da altri cugini, vivendo tra la Francia e l'Inghilterra. 

## Discendenza
Il granduca Nikita e la contessa Marija Voroncova-Daškova ebbero due figli:
- Sua Altezza il Principe Nikita Nikitič Romanov (Londra, 13 maggio 1923 - New York, 3 maggio 2007)
- Sua Altezza il Principe Aleksandr Nikitič Romanov (Parigi, 4 novembre 1929 - Londra, 21 settembre 2002)

## Ascendenza
|                                   |                             |                                  | Genitori                                                           |  |  | Nonni |  |  | Bisnonni              |  |  | Trisnonni             |  |
|                                   |                             |                                  |                                                                    |  |  |       |  |  | 8. Nicola I di Russia |  |  | 16. Paolo I di Russia |  |
|                                   |                             |                                  |                                                                    |  |  |       |  |  | 8. Nicola I di Russia |  |  | 16. Paolo I di Russia |  |
|                                   |                             | 17. Sofia Dorotea di Württemberg |                                                                    |  |  |       |  |  | 8. Nicola I di Russia |  |  |                       |  |
| 4. Michail Nikolaevič Romanov     |                             |                                  |                                                                    |  |  |       |  |  | 8. Nicola I di Russia |  |  |                       |  |
|                                   |                             | 9. Carlotta di Prussia           | 18. Federico Guglielmo III di Prussia                              |  |  |       |  |  |                       |  |  |                       |  |
|                                   |                             | 9. Carlotta di Prussia           | 18. Federico Guglielmo III di Prussia                              |  |  |       |  |  |                       |  |  |                       |  |
|                                   |                             | 9. Carlotta di Prussia           | 19. Luisa di Meclemburgo-Strelitz                                  |  |  |       |  |  |                       |  |  |                       |  |
| 2. Aleksandr Michajlovič Romanov  |                             | 9. Carlotta di Prussia           |                                                                    |  |  |       |  |  |                       |  |  |                       |  |
|                                   |                             | 10. Leopoldo di Baden            | 20. Carlo Federico di Baden                                        |  |  |       |  |  |                       |  |  |                       |  |
|                                   |                             | 10. Leopoldo di Baden            | 20. Carlo Federico di Baden                                        |  |  |       |  |  |                       |  |  |                       |  |
|                                   |                             | 10. Leopoldo di Baden            | 21. Luisa Carolina di Hochberg                                     |  |  |       |  |  |                       |  |  |                       |  |
| 5. Cecilia di Baden               |                             | 10. Leopoldo di Baden            |                                                                    |  |  |       |  |  |                       |  |  |                       |  |
|                                   |                             | 11. Sofia Guglielmina di Svezia  | 22. Gustavo IV Adolfo di Svezia                                    |  |  |       |  |  |                       |  |  |                       |  |
|                                   |                             | 11. Sofia Guglielmina di Svezia  | 22. Gustavo IV Adolfo di Svezia                                    |  |  |       |  |  |                       |  |  |                       |  |
|                                   |                             | 11. Sofia Guglielmina di Svezia  | 23. Federica di Baden                                              |  |  |       |  |  |                       |  |  |                       |  |
| 1. Nikita Aleksandrovič Romanov   |                             | 11. Sofia Guglielmina di Svezia  |                                                                    |  |  |       |  |  |                       |  |  |                       |  |
|                                   | 12. Alessandro II di Russia | 24. Nicola I di Russia (= 8)     |                                                                    |  |  |       |  |  |                       |  |  |                       |  |
|                                   | 12. Alessandro II di Russia | 24. Nicola I di Russia (= 8)     |                                                                    |  |  |       |  |  |                       |  |  |                       |  |
|                                   | 12. Alessandro II di Russia | 25. Carlotta di Prussia (= 9)    |                                                                    |  |  |       |  |  |                       |  |  |                       |  |
| 6. Alessandro III di Russia       | 12. Alessandro II di Russia |                                  |                                                                    |  |  |       |  |  |                       |  |  |                       |  |
|                                   |                             | 13. Maria d'Assia-Darmstadt      | 26. Luigi II d'Assia                                               |  |  |       |  |  |                       |  |  |                       |  |
|                                   |                             | 13. Maria d'Assia-Darmstadt      | 26. Luigi II d'Assia                                               |  |  |       |  |  |                       |  |  |                       |  |
|                                   |                             | 13. Maria d'Assia-Darmstadt      | 27. Guglielmina di Baden                                           |  |  |       |  |  |                       |  |  |                       |  |
| 3. Ksenija Aleksandrovna Romanova |                             | 13. Maria d'Assia-Darmstadt      |                                                                    |  |  |       |  |  |                       |  |  |                       |  |
|                                   |                             | 14. Cristiano IX di Danimarca    | 28. Federico Guglielmo di Schleswig-Holstein-Sonderburg-Glücksburg |  |  |       |  |  |                       |  |  |                       |  |
|                                   |                             | 14. Cristiano IX di Danimarca    | 28. Federico Guglielmo di Schleswig-Holstein-Sonderburg-Glücksburg |  |  |       |  |  |                       |  |  |                       |  |
|                                   |                             | 14. Cristiano IX di Danimarca    | 29. Luisa Carolina d'Assia-Kassel                                  |  |  |       |  |  |                       |  |  |                       |  |
| 7. Dagmar di Danimarca            |                             | 14. Cristiano IX di Danimarca    |                                                                    |  |  |       |  |  |                       |  |  |                       |  |
|                                   |                             | 15. Luisa d'Assia-Kassel         | 30. Guglielmo d'Assia-Kassel                                       |  |  |       |  |  |                       |  |  |                       |  |
|                                   |                             | 15. Luisa d'Assia-Kassel         | 30. Guglielmo d'Assia-Kassel                                       |  |  |       |  |  |                       |  |  |                       |  |
|                                   |                             | 15. Luisa d'Assia-Kassel         | 31. Luisa Carlotta di Danimarca                                    |  |  |       |  |  |                       |  |  |                       |  |
|                                   |                             | 15. Luisa d'Assia-Kassel         |                                                                    |  |  |       |  |  |                       |  |  |                       |  |